# مالچکووکو
مالچکووکو (به لاتین: Malczkówko) یک روستا در لهستان است که در گمینا پوتنگووو واقع شده‌است. مالچکووکو ۴۱ نفر جمعیت دارد.